# Zavoy
Zavoy (en macédonien Завој) est un village du sud-ouest de la Macédoine du Nord, situé dans la municipalité d'Ohrid. Le village comptait 12 habitants en 2002.

## Démographie
Lors du recensement de 2002, le village comptait :
- Macédoniens : 12